# Graciano Canteli
Graciano Canteli Rodríguez (Bimenes, 1895 - Oviedo, 1980) fue un diplomático asturiano.
En su juventud se traslada a Francia de dónde regresa tras la Primera Guerra Mundial. Tras su estancia en Asturias viaja de nuevo a Europa, en este caso a Bélgica.
En 1932 oposita y obtiene el puesto de canciller de la embajada de España en Bruselas, cargo que ocupa hasta enero de 1941. A la vez que este puesto ostenta el de encargado de la Junta Pro Turismo y de la Caja de Socorros.
Una vez acabada la Segunda Guerra Mundial regresa a Madrid en dónde pide un puesto diplomático que le es negado por el gobierno.
En 1979 muere su mujer, la belga Ángela Bridou, y se traslada a Oviedo en dónde fallece en 1980.

## Labor humanitaria
Graciano Canteli realizó una gran labor humanitaria durante su época de canciller en la embajada de España. Apoya primero a los exiliados de izquierdas de la revolución de octubre del 34 y posteriormente a los de la guerra civil española.
Tras el inicio de la ocupación alemana de Bélgica (mayo de 1940) ayuda a Franceses, belgas y judíos a los que proporciona documentos oficiales de la embajada.
Resultó decisiva su intervención ante los alemanes para evitar un bombardeo sobre Bruselas de la Luftwaffe. Su éxito viene dado por su reclutamiento dentro de las Falange Española Tradicionalista (FET-JONS), su relación con José Antonio Primo de Rivera y León Degrelle y su colaboración con las tropas de ocupación alemanas.
En 1941 esta labor de ayuda a los refugiados de izquierdas hace que sea cesado en el puesto de canciller por haber socorrido a republicanos españoles y de haber tenido contactos con grupos de judíos.
Finalizada la Segunda Guerra Mundial las tropas aliadas lo detienen por haber ayudado a los nazis pero es liberado al probarse su ayuda a los refugiados.
- Datos: Q538787